# Сапожковский район
Сапожко́вский райо́н — административно-территориальная единица (район) и муниципальное образование (муниципальный район) на юго-востоке Рязанской области.
Административный центр — посёлок городского типа Сапожок.

## География
Площадь района — 959 км². В основном рельеф района равнинный, расчленённый балками и долинами ручьёв и рек.

## История
Сапожковский район был образован 12 июля 1929 года в составе Рязанского округа Московской области. В состав района вошли следующие сельсоветы бывшей Рязанской губернии:
- из Ряжского уезда:
  - из Борецкой волости: Больше-Можарский, Васинский, Глинский, Ключевский, Максимовский, Мало-Можарский
  - из Путятинской волости: Унгорский
  - из Сапожковской волости: Александрово-Прасковьинский, Беломестный, Березниковский, Березовский, Ванинский, Варваровский, Канинский, Клинский, Коровкинский, Красненский, Красноуглянский, Купальский, Кургановский, Лукмосский, Мало-Сапожковский, Михеевский, Морозово-Борский, Никольский, Новокрасинский, Обрезниковский, Парышенский, Попово-Лощинский, Пригородный, Сапожковский, Смыковский, Собачковский, Удовский, Фабричный, Чернореченский, Ширинский, Ястребковский
- из Песочинской волости Спасского уезда: Васильевский, Екатериновский, Кривельский, Чембарский.

21 февраля 1935 года из Сапожковского района в новообразованный Можарский район были переданы Больше-Можарский, Васинский, Глинский, Ключевский, Красненский, Красноуглянский, Максимовский, Мало-Можарский, Морозово-Борский, Собачковский, Унгорский и Ширинский с/с, а в Шелуховский район — Лукмосский и Чембарский с/с. 31 июля 1937 года в Шелуховский район также был передан Клинский с/с.
26 сентября 1937 года Сапожковский район был отнесён к Рязанской области.
3 июня 1959 года к Сапожковскому району была присоединена часть территории упразднённого Можарского района.
В 1962 году Сапожковский район вошёл в состав Сараевского района, в 1964 территория района была передана в состав Ухоловского и Кораблинского районов. В 1965 году Сапожковский район был восстановлен.

## Население
| 1939    | 1959    | 1970    | 1979    | 1989    | 2002    | 2009    | 2010    | 2012    |
| ------- | ------- | ------- | ------- | ------- | ------- | ------- | ------- | ------- |
| 41 071  | ↘30 264 | ↘24 914 | ↘19 654 | ↘16 065 | ↘12 542 | ↘11 518 | ↘10 901 | ↘10 850 |
| 2013    | 2014    | 2015    | 2016    | 2017    | 2018    | 2019    | 2020    | 2021    |
| ↘10 758 | ↘10 620 | ↘10 432 | ↘10 263 | ↘10 130 | ↘9926   | ↘9680   | ↘9491   | ↘9354   |
| 2023    |         |         |         |         |         |         |         |         |
| ↘9059   |         |         |         |         |         |         |         |         |

### Урбанизация
Городское население (посёлок городского типа Сапожок) составляет 32,94 % населения района.

### Национальный состав
По итогам переписи населения 2020 года проживали следующие национальности (национальности менее 0,1 % и другое, см. в сноске к строке «Другие»):
| Национальность | Численность, чел. | Доля     |
| -------------- | ----------------- | -------- |
| Русские        | 8796              | 94,03 %  |
| Цыгане         | 118               | 1,26 %   |
| Таджики        | 86                | 0,92 %   |
| Чеченцы        | 40                | 0,43 %   |
| Армяне         | 37                | 0,40 %   |
| Киргизы        | 30                | 0,32 %   |
| Молдаване      | 24                | 0,26 %   |
| Узбеки         | 22                | 0,24 %   |
| Украинцы       | 17                | 0,18 %   |
| Азербайджанцы  | 15                | 0,16 %   |
| Татары         | 15                | 0,16 %   |
| Грузины        | 12                | 0,13 %   |
| Туркмены       | 11                | 0,12 %   |
| Другие         | 131               | 1,39 %   |
| Итого          | 9354              | 100,00 % |

## Территориальное устройство
В рамках административно-территориального устройства, Сапожковский район включает 1 посёлок городского типа и 4 сельских округа.
В рамках организации местного самоуправления, муниципальный район делится на 5 муниципальных образований, в том числе 1 городское и 4 сельских поселения.
| № | Муниципальное образование              | Административный центр  | Количество населённых пунктов | Население (чел.) | Площадь (км²) |
| - | -------------------------------------- | ----------------------- | ----------------------------- | ---------------- | ------------- |
| 1 | Сапожковское городское поселение       | рабочий посёлок Сапожок | 15                            | ↘5964            | 251,92        |
| 2 | Березниковское сельское поселение      | деревня Березники       | 8                             | ↘663             | 116,70        |
| 3 | Канинское сельское поселение           | село Канино             | 15                            | ↘867             | 257,68        |
| 4 | Михеевское сельское поселение          | село Михеи              | 11                            | ↘833             | 228,02        |
| 5 | Морозово-Борковское сельское поселение | село Морозовы-Борки     | 5                             | ↗939             | 104,85        |

## Населённые пункты
В Сапожковском районе 54 населённых пункта, в том числе 1 городской (пгт) и 49 сельских.
| №  | Населённый пункт            | Тип     | Население | Муниципальное образование              |
| -- | --------------------------- | ------- | --------- | -------------------------------------- |
| 1  | Александро-Прасковинка      | деревня | 51        | Морозово-Борковское сельское поселение |
| 2  | Березники                   | деревня | ↘161      | Березниковское сельское поселение      |
| 3  | Берёзовка                   | деревня | 16        | Михеевское сельское поселение          |
| 4  | Берёзовка                   | село    | ↘2        | Михеевское сельское поселение          |
| 5  | Благодатный                 | посёлок | ↗2        | Сапожковское городское поселение       |
| 6  | Большая Дорога              | слобода | ↘1097     | Сапожковское городское поселение       |
| 7  | Ванино                      | деревня | 1         | Канинское сельское поселение           |
| 8  | Варваровка                  | деревня | ↘17       | Канинское сельское поселение           |
| 9  | Васильевка                  | деревня | ↘170      | Михеевское сельское поселение          |
| 10 | Глушицы                     | посёлок | →0        | Сапожковское городское поселение       |
| 11 | Грибов Куст                 | посёлок | →0        | Сапожковское городское поселение       |
| 12 | Дмитриевка                  | деревня | 10        | Канинское сельское поселение           |
| 13 | Дмитриевка                  | деревня | ↘27       | Михеевское сельское поселение          |
| 14 | Дмитриевка                  | деревня | 3         | Морозово-Борковское сельское поселение |
| 15 | Екатериновка                | деревня | ↘36       | Михеевское сельское поселение          |
| 16 | Избное                      | деревня | 7         | Березниковское сельское поселение      |
| 17 | Канино                      | село    | ↘381      | Канинское сельское поселение           |
| 18 | Кирилловка                  | деревня | 7         | Канинское сельское поселение           |
| 19 | Коровка                     | село    | ↘343      | Михеевское сельское поселение          |
| 20 | Красава                     | посёлок | 0         | Канинское сельское поселение           |
| 21 | Красная Яблонька            | посёлок | 24        | Березниковское сельское поселение      |
| 22 | Красное                     | село    | ↘256      | Березниковское сельское поселение      |
| 23 | Красные Липяги              | посёлок | ↘1        | Сапожковское городское поселение       |
| 24 | Красный Угол                | село    | ↘186      | Березниковское сельское поселение      |
| 25 | Кривель                     | село    | ↘97       | Михеевское сельское поселение          |
| 26 | Купальское                  | деревня | ↘18       | Сапожковское городское поселение       |
| 27 | Курган                      | деревня | ↘1        | Сапожковское городское поселение       |
| 28 | Лукмос                      | село    | ↘113      | Михеевское сельское поселение          |
| 29 | Максимовка                  | посёлок | ↘3        | Сапожковское городское поселение       |
| 30 | Малый Сапожок               | село    | ↘165      | Канинское сельское поселение           |
| 31 | Марфинка                    | деревня | ↘12       | Березниковское сельское поселение      |
| 32 | Мелекшино-Выселки           | деревня | 7         | Канинское сельское поселение           |
| 33 | Михеи                       | село    | ↘162      | Михеевское сельское поселение          |
| 34 | Морозовы-Борки              | село    | ↘571      | Морозово-Борковское сельское поселение |
| 35 | Никольское                  | село    | ↘50       | Березниковское сельское поселение      |
| 36 | Новокрасное                 | село    | ↘197      | Канинское сельское поселение           |
| 37 | Обрезки                     | деревня | ↘25       | Сапожковское городское поселение       |
| 38 | Парышка                     | село    | ↘139      | Канинское сельское поселение           |
| 39 | Плосское                    | деревня | 10        | Канинское сельское поселение           |
| 40 | Попова Лощина               | деревня | ↘1        | Сапожковское городское поселение       |
| 41 | Ряжские Выселки             | деревня | 5         | Канинское сельское поселение           |
| 42 | Сапожок                     | пгт     | ↘2984     | Сапожковское городское поселение       |
| 43 | Смыково                     | село    | ↘29       | Канинское сельское поселение           |
| 44 | Собчаково                   | село    | ↘305      | Морозово-Борковское сельское поселение |
| 45 | Соща                        | посёлок | 9         | Михеевское сельское поселение          |
| 46 | Уда                         | село    | ↘85       | Канинское сельское поселение           |
| 47 | Учебного хозяйства СПТУ № 1 | посёлок | ↘74       | Сапожковское городское поселение       |
| 48 | Фабричная                   | слобода | ↘1095     | Сапожковское городское поселение       |
| 49 | Фабричный                   | посёлок | 0         | Михеевское сельское поселение          |
| 50 | Федоровка                   | деревня | 5         | Березниковское сельское поселение      |
| 51 | Чёрная Речка                | село    | ↘236      | Сапожковское городское поселение       |
| 52 | Шацкая                      | слобода | ↘427      | Сапожковское городское поселение       |
| 53 | Ширино                      | деревня | 12        | Морозово-Борковское сельское поселение |
| 54 | Ястребки                    | село    | ↘6        | Канинское сельское поселение           |

Упразднённые населённые пункты
- В 1999 году в состав слободы Фабричная были включены слободы Заржавенская и Барнаул, поселок Сельхозтехники[29].
- В 2003 году упразднены деревня Александровка и посёлок Красный.

## Культура
Издаётся районная газета «Сапожковские вести».
Усадьбы, имения
- Красное — родовое имение героя Отечественной войны 1812 года Алексея Ивановича Остермана-Толстого
- Морозовы Борки — имение матери Леонида Николаевича Гобято, бывшая вотчина боярина Бориса Ивановича Морозова
- Песочня — владельцем имения был Александр Иванович Кошелёв

В Сапожковском уезде и современном Сапожковском районе разворачивается действие романа Антона Уткина «Тридевять земель».

## Известные уроженцы
См. также: Категория:Родившиеся в Сапожковском районе
- Алексашин, Валентин Сергеевич (1940—1999) — директор совхоза «Вперед» Захаровского района, заслуженный работник сельского хозяйства РФ С 2000 года СПК «Вперед» носит имя В. С. Алексашина.
- Анохин, Алексей Васильевич (1922) — командир звена 119-го отдельной разведывательной Краснознаменной авиационной эскадрильи, Герой Советского Союза.
- Бортаковский, Иван Иванович (1914—1983) — лауреат Государственной премии СССР, механизатор.
- Великанов, Михаил Дмитриевич (1893—1938) — советский военачальник, герой гражданской войны, участник 1-й мировой войны. Командарм 2-го ранга (1937)
- Галахов, Алексей Дмитриевич (1807—1892) — историк литературы, писатель.
- Гусев, Сергей Иванович (1874—1933) — партийный деятель. В 1925—1926 годах — заведующий отделом печати ЦК ВКП(б). С 1928 года — руководитель Центрально-Европейского секретариата Коминтерна и член Президиума ИККИ. Прах погребён в Кремлёвской стене.
- Додонова, Анна Андреевна (1888 — 1967) — участница революционного движения,  доктор педагогических наук.
- Ершов, Александр Матвеевич (1908—1980 — сержант, командир отделения 1233-го стрелкового полка, Герой Советского Союза.
- Зеленин, Андрей Тихонович (1911—1992) — сержант, наводчик орудия 1593-го истребительного-противотанкового артиллерийского полка, Герой Советского Союза.
- Ибердский Софроний (в миру — Лисин, Софроний Сазонтович) (1825—1914), святой праведный основатель Александро-Невского монастыря (1862) близ пос. Ибердский Ряжского уезда (ныне — Кораблинский район)
- Каверин, Павел Дмитриевич (1816–1891) — фабрикант и меценат (мраморный иконостас в Храм Вознесения на Елеонской горе, богадельня в г. Сапожок и др.),
- Клюшников, Андрей Иванович (1892—1924) — российский революционер, один из руководителей Татарбунарского восстания.
- Кожемяко, Виктор Степанович (1935) — прозаик, публицист. политический обозреватель газеты «Правда». Лауреат премий Союза журналистов СССР, Союза журналистов России, а также Союза журналистов Москвы и др. премий. Награждён двумя орденами Трудового Красного Знамени, Орденом Дружбы народов, орденом «Знак почёта», медалями. Автор публицистических книг «Что значит быть ведущим», «Время и стиль», «Лица века».
- Кожин, Иван Акимович (1906—1994) — генерал-лейтенант милиции. В 1952—1962 годах — министр внутренних дел Башкирской АССР.
- Коротков, Василий Иванович (1918—1985) — полный кавалер ордена Славы, артиллерист
- Косарев, Андрей Васильевич (1913, село Канино — 1943) — участник Великой Отечественной войны, Герой Советского Союза
- Кочетков, Николай Яковлевич (1918—1988) — старший сержант, командир минометного взвода 615-го стрелкового полка, Герой Советского Союза. Похоронен в родном селе.
- Кузнецов, Алексей Михайлович (1901—1961) — советский военный деятель, Генерал-майор (1944 год).
- Куприянов, Иван Михайлович (1888—1946) — учёный, агроном-растениевод.
- Ларин, Иван Емельянович (1888—1980) — организатор Советской власти на Камчатке. С марта по июль 1918 года был председателем Камчатского областного Совета рабочих, солдатских и крестьянских депутатов. В 1920—1922 годах был председателем Камчатского облисполкома, облнарревкома. С 1923 года по 1931 год был заместителем председателя Камчатского губревкома (окрревкома, окрисполкома), одновременно в 1926 году, а затем в 1928—1929 годах — председателем Петропавловского горисполкома.
- Лисин, Аркадий Васильевич (1940) — академик Московского авиационного института, член-корреспондент Российской инженерной академии, заслуженный машиностроитель РФ, лауреат Государственной премии СССР.
- Ляров, Александр Андреевич (наст. фамилия Гиляров) (1839—1914) — оперный и камерный певец, солист Большого и Мариинского театров.
- Митяев, Анатолий Васильевич (1924—2008) — детский писатель, прозаик района. Автор множества детских произведений, в том числе научно-художественных, военно-исторических энциклопедий для школьников: «Книга будущих командиров» и «Книга будущих адмиралов». Главный редактор детского журнала «Мурзилка» (1960—1972 годы).
- Огольцов, Сергей Иванович (1900—1977) — работник органов госбезопасности. Генерал-лейтенант (1945). В 1945—1951 годах — заместитель Министра ГБ СССР. Депутат Верховного Совета СССР 2-го созыва.
- Патрикеев, Борис Фёдорович (1933) -, педагог, дирижёр, профессор, заслуженный работник культуры.
- Перегудов, Алексей Иванович (1913—1943) — капитан, штурман эскадрильи 34-го гвардейского Тихвинского Краснознаменного бомбардировочного авиационного полка, Герой Советского Союза.
- Перов, Пётр Иванович (1897—1992) — старший скульптор-реставратор Эрмитажа (1945—1957 годы).
- Песочин, Михаил Александрович (1897—1945) — генерал-майор, командир (411, 131, 225) стрелковых дивизий.
- Пономарёв, Николай Николаевич (1929) — заслуженный конструктор РФ, директор-главный конструктор ФГУП "Рязанское конструкторское бюро «Глобус», доктор технических наук, почетный гражданин Рязанской области и муниципального образования — Сапожковский район.
- Попов, Виталий Григорьевич (1904—1994) — врач-кардиолог, Герой Социалистического Труда, заслуженный деятель науки РСФСР, лауреат Государственной премии СССР.
- Попов, Виталий Григорьевич (1904—1994) — выдающийся врач, учёный-кардиолог, лауреат Государственной премии СССР, Герой Социалистического Труда, профессор.
- Стаханов, Игорь Павлович (1928—1987) — доктор физико-математических наук, профессор.
- Тимофеев, Василий Иванович (1915—1945), старший сержант, командир орудия 1663-го Винницкого Краснознаменного орденов Александра Невского и Суворова 3-й степени истребительного противотанкового артиллерийского полка, Герой Советского Союза.
- Титов, Николай Васильевич (1925) — Герой Социалистического Труда (1971).
- Филатов, Алексей Ильич (1904—1975) — член Союза художников СССР.
- Фроликов, Дмитрий Георгиевич (1918—1945) — младший лейтенант, командир танка 4-й гвардейской танковой бригады, Герой Советского Союза.
- Хотулев, Владилен Алексеевич (1929) — лауреат Государственной премии СССР. Разработал систему газовой защиты космических кораблей, газодинамику старта.
- Чиликин, Иван Петрович (1924—1985) — старшина стрелковой роты 995-го стрелкового полка 263-й Сивашской стрелковой дивизии, Герой Советского Союза.